# Фюлёп, Дьёрдь
Дьёрдь Фюлёп (венг. Fülöp György; 19 января 1923 года, Дебрецен, Венгрия — 2010) — венгерский карикатурист, журналист, поэт.

## Биография и карьера
Родился в Дебрецене, в еврейской семье, его отец был раввином.
Публиковать свои стихи и другие произведения начал уже в 12 лет.
Окончил университет и получил диплом учителя истории Венгрии, но никогда не преподавал (если не считать педагогической практики). Освоил также ремесло сапожника.
Работал журналистом в дебреценских газетах Hajdú-Bihari Napló и Debreceni Néplap.
В 1954 году дебютировал как художник в издании Szabad Ifjúság и в журнале комиксов Dongó. Отправил несколько своих журналистских материалов в редакцию журнала Ludas Matyi. Статьи Фюлёпа понравились тогдашнему главному редактору журнала, Ласло Таби, и с 1961 года Дьёрдь Фюлёп стал штатным сотрудником издания.
Дьёрдь Фюлёп проявил себя в журнале как поэт-юморист и карикатурист. Он учился карикатуре, так как в журнале в те годы работали самые талантливые художники (среди них Балаж Балаж-Пири, Иштван Хегедюш, Андраш Месарош) и стандарты были высоки.
Кроме «Ludas Matyi» и приложений к нему, Дьёрдь Фюлёп работал в ряде других газет и журналов, иллюстрировал юмористическую и детскую литературу.
На пенсии писал и иллюстрировал книги.

## Цитаты
В предисловии к своим работам, вышедшим в СССР в альбоме «У нас в гостях художники венгерского сатирического журнала „Лудаш Мати“», художник рассказывал о себе так: «В гимназии выяснилось, что учёба — отнюдь не главная моя страсть, но поговорить я любил и по совету своего учителя стал журналистом. Так как я всегда дополнял конкретные репортажи своими фантазиями, редактор однажды, не выдержав, сказал, что мне надо было бы писать сказки. Я послушался его совета. Когда сказок и басен набралось много, один критик заметил, что это карикатуры на сказки. Так я стал карикатуристом».

«В редакции „Лудаша Мати“ было не слишком весело, — вспоминал впоследствии художник. — Мы были под строгим партийным контролем. Нам всё время говорили: „Вы там между собой не смейтесь!“ Странное пожелание для сатирического журнала!»